# Heinrich Mederow
Heinrich Mederow (født 20. september 1945 i Königs Wusterhausen) er en tysk tidligere roer.

## Karriere

### Roning
Ved OL 1972 i München kom han med i den østtyske otter, hvis besætning derudover bestod af Jörg Landvoigt, Hans-Joachim Borzym, Harold Dimke, Manfred Schneider, Manfred Schmorde, Bernd Landvoigt, Hartmut Schreiber og styrmand Dietmar Schwarz. Østtyskerne blev nummer tre i deres indledende heat, hvilket var nok til at give kvalifikation til semifinalen. Her vandt de deres heat ved blandt andet at besejre USA og Sovjetunionen, men i finalen viste New Zealand som suverænt stærkest og vandt guldet, mens østtyskerne kæmpede med den amerikanske båd om de to øvrige medaljer, en strid der endte med, at USA vandt sølv blot seks hundrededele af et sekund foran DDR, mens der var langt ned til Sovjetunionen på fjerdepladsen.
Året efter blev han østtysk mester i samme båd, lige som han blev europamester dette år i otteren.

### Øvrige karriere
Mederow blev senere rotræner ved SG Dynamo Potsdam, hvor han virkede frem til den tyske genforening. Herpå kom han til det nationale politi. I 2007 blev han træner for de tyske scullere.

## OL-medaljer
- 1972:  Bronze i otter